# Simaetha cingulata
Simaetha cingulata är en spindelart som först beskrevs av Karsch 1891.  Simaetha cingulata ingår i släktet Simaetha och familjen hoppspindlar. Inga underarter finns listade i Catalogue of Life.